# Akçakent
Akçakent ist eine Stadt und Hauptort des gleichnamigen Landkreises in der Provinz Kırşehir in Zentralanatolien.
Der Ort liegt etwa 50 Kilometer nördlich der Provinzhauptstadt Kırşehir. Der Ort hieß früher Şehricedit und wurde mit der Umbenennung 1965 in Akçakent auch Zentrum eines Bucak im Kreis Çiçekdağı.
Der Landkreis liegt im Norden der Provinz. Er grenzt im Osten an den Kreis Çiçekdağı, im Süden an den zentralen Landkreis, im Südwesten und Westen an den Kreis Akpınar sowie im Norden an die Provinz Kırıkkale. Den Landkreis durchquert in Nord-Süd-Richtung eine Straße, die die Fernstraße D785 nach Kirşehir im Süden mit der E 88 im Norden verbindet. Im Nordwesten verläuft der Kılıçözü Çayı durch den Kreis.
Der Landkreis wurde 1990 aus den Bucaks Akçakent und Kösefakılı des Kreises Çiçekdağı sowie aus fünf Dörfern des Kreises Akpınar gebildet. (Gesetz Nr. 3644). Zu ersten Volkszählung nach der Eigenständigkeit (im November 1990) brachte der Kreis eine Einwohnerschaft von 15.821 auf die Waage, weniger als ein Zehntel davon (1448) für die Kreisstadt.
Ende 2020 bestand der Kreis neben der Kreisstadt aus 20 Dörfern (Köy) mit durchschnittlich 144 Bewohnern. Die Palette der Einwohnerzahlen reichte von 438 (Yaylaözü) bis 46 (Hamzabey). Mit einer Bevölkerungsdichte von 10 erreichte er weniger als ein Drittel der Provinzdichte (von 36,9 Einw. je km²).